# واپنو
واپنو (به لاتین: Wapno) یک روستا در لهستان است که در گمینا واپنو واقع شده‌است. واپنو ۱٬۷۰۰ نفر جمعیت دارد.